# Koumassi

Stadtteile von Abidjan. Koumassi befindet sich im Osten auf der Insel

Koumassi ist ein Stadtteil der ivorischen Stadt Abidjan. Er befindet sich im Osten von Abidjan, auf einer Halbinsel in der Ébrié-Lagune.
Einwohnerzahl laut Zensus 2014 beträgt 433.139.

## Geschichte
Am 4. Dezember 2010 errichteten Jugendliche in Koumassi Barrikaden und zündeten Autoreifen an.

## Persönlichkeiten
- Karim Konaté (* 2004), Fußballspieler